# Zoran Škrinjar
Zoran Škrinjar, slovenski pianist, * Ljubljana.
Na Filozofski fakulteti v Ljubljani je študiral muzikologijo, na Akademiji za glasbo v Ljubljani pa klavir. Diplomiral je v razredu prof. Acija Bertonclja. V starosti dvajsetih let mu je začel pešati vid in postopno je oslepel, kljub temu pa ni prenehal s pianističnim delom. Ukvarja se predvsem z izvajanjem jazzovske, pa tudi klasične glasbe, ki jo je do sedaj predstavil na štirih zgoščenkah. 